# Братолюбівка (Амурська область)
Братолюбівка (рос. Братолюбовка) — село у Ромненському районі Амурської області Російської Федерації. Розташоване на території українського історичного та етнічного краю Зелений Клин.
Входить до складу муніципального утворення Чергалинська сільрада. Населення становить 102 особи (2018).

## Історія
З 20 жовтня 1932 року входить до складу новоутвореної Амурської області. З 1 лютого 1963 року — у складі Ромненського району.
З 30 червня 2008 року входить до складу муніципального утворення Чергалинська сільрада.